# Eddier Godínez
Godínez  Marín est un nom espagnol. Le premier nom de famille, en général paternel, est Godínez ; le second, en général maternel, souvent omis, est Marín.
Eddier Albert Godínez Marín, né le 24 juin 1984, est un coureur cycliste costaricien.

## Biographie
En avril 2019, l'UCI annonce que sur le Tour du Costa Rica 2018, il a été contrôlé positif à la transfusion sanguine. Il est provisoirement suspendu,.

## Palmarès et résultats

### Par année
- 2006
  - 5e étape de la Vuelta de Higuito
  - 2e du championnat du Costa Rica sur route espoirs
- 2009
  - 9e étape de la Vuelta a la Independencia Nacional
  - 6e étape de la Vuelta a San Carlos
  - 1re étape du Tour du Costa Rica (contre-la-montre par équipes)
- 2010
  - 1re et 4e étapes de la Vuelta a San Carlos
  - 4e étape du Tour du Costa Rica
- 2011
  - 7e étape de la Vuelta a San Carlos
  - 2e et 3e étapes de la Vuelta a Occidente

### Classements mondiaux
| Année            | 2008 | 2009 | 2010 | 2011 | 2012 | 2013 | 2014 | 2015 |
| ---------------- | ---- | ---- | ---- | ---- | ---- | ---- | ---- | ---- |
| UCI America Tour | 370e | 228e | 286e | 206e |      |      |      | 289e |